# Skagershuset

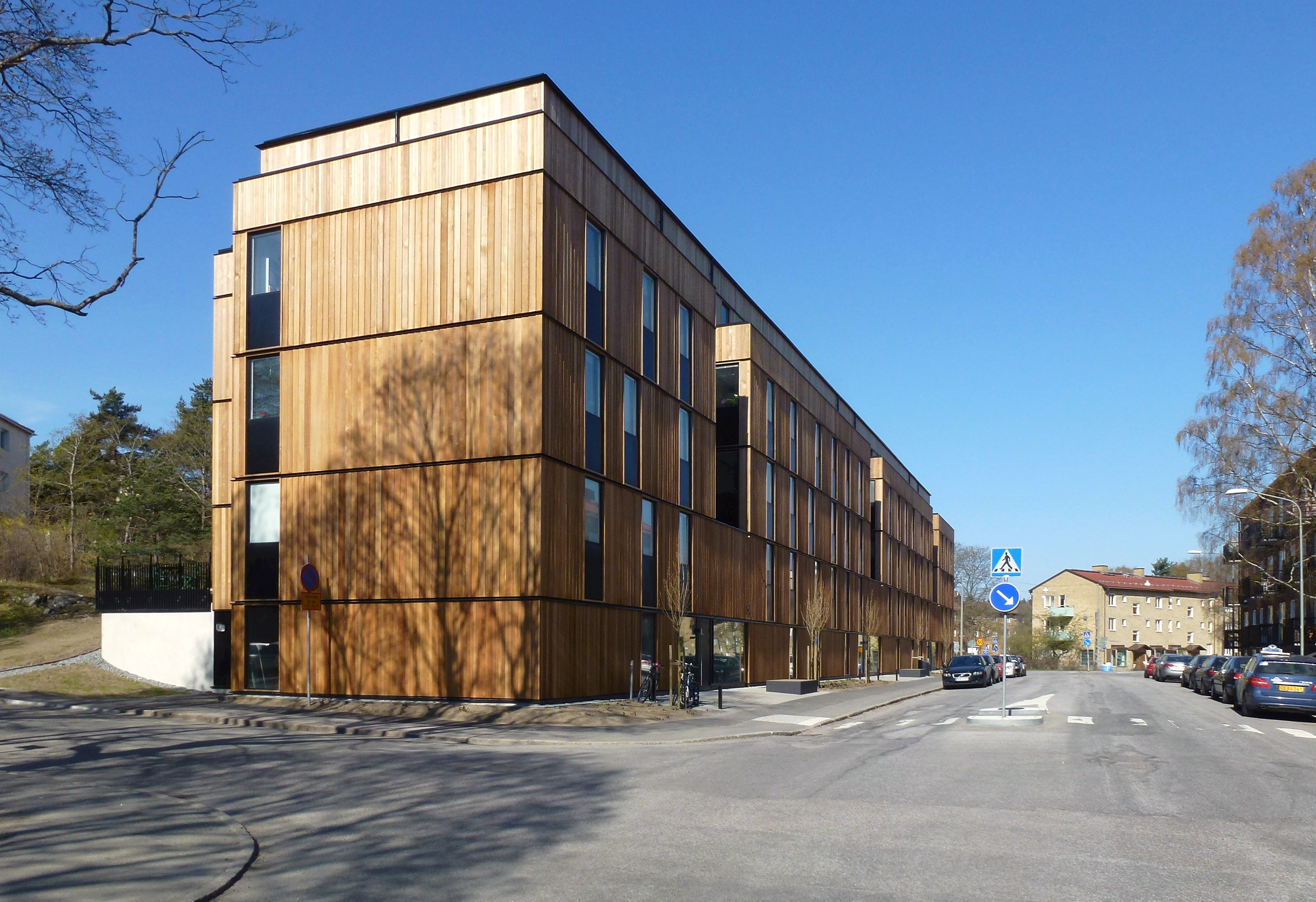
Skagershuset, fasad mot Skagersvägen, april 2014.

Skagershuset är ett flerbostadshus med träfasad vid Skagersvägen 22-26 i stadsdelen Årsta i södra Stockholm. Skagershuset har sitt namn efter gatan där det är beläget, och gatan i sin tur är uppkallad efter sjön Skagern (på gränsen mellan Värmland och Västergötland). Huset blev inflyttningsklart i december 2013 och utsågs till vinnare av Årets Stockholmsbyggnad 2014. Skagershuset var bland de tio nomineringarna till Träpriset 2016, detta bland 139 deltagande bidrag.

## Beskrivning

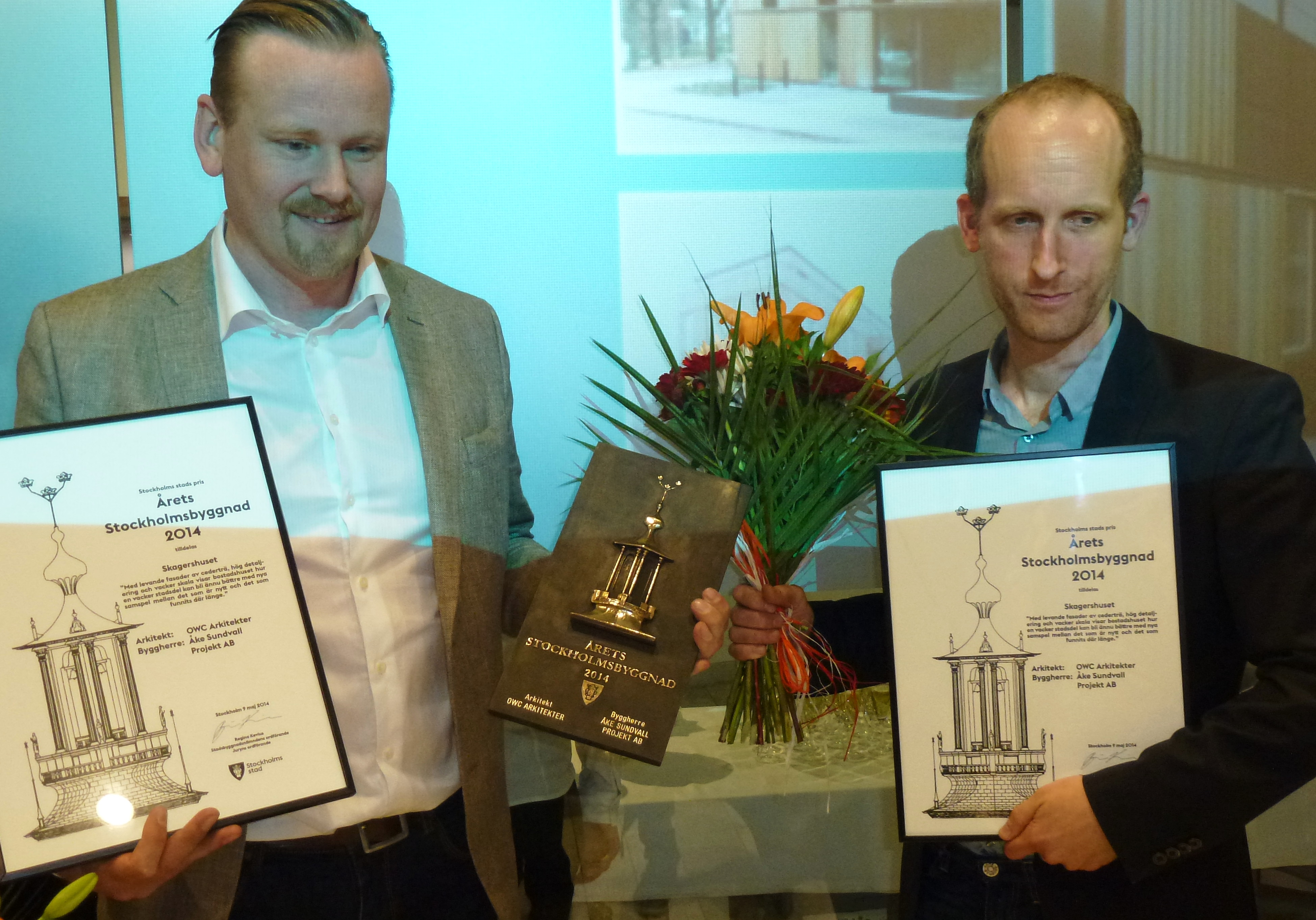
Prisutdelning "Årets Stockholmsbyggnad 2014": Johan Lins, Åke Sundvall Projekt AB (t.v.) och Björn Ahrenby, OWC Arkitekter.

Nybygget är ett exempel på tillämpning av Promenadstaden, en översiktsplan för Stockholm, som vill stärka centrala Stockholm genom att förtäta närförorter och där bland annat skapa en tätare, sammanhållen, mer mångsidig och levande stadsmiljö. Årsta omfattas i denna plan av ”den centrala stadens utvidgning”.

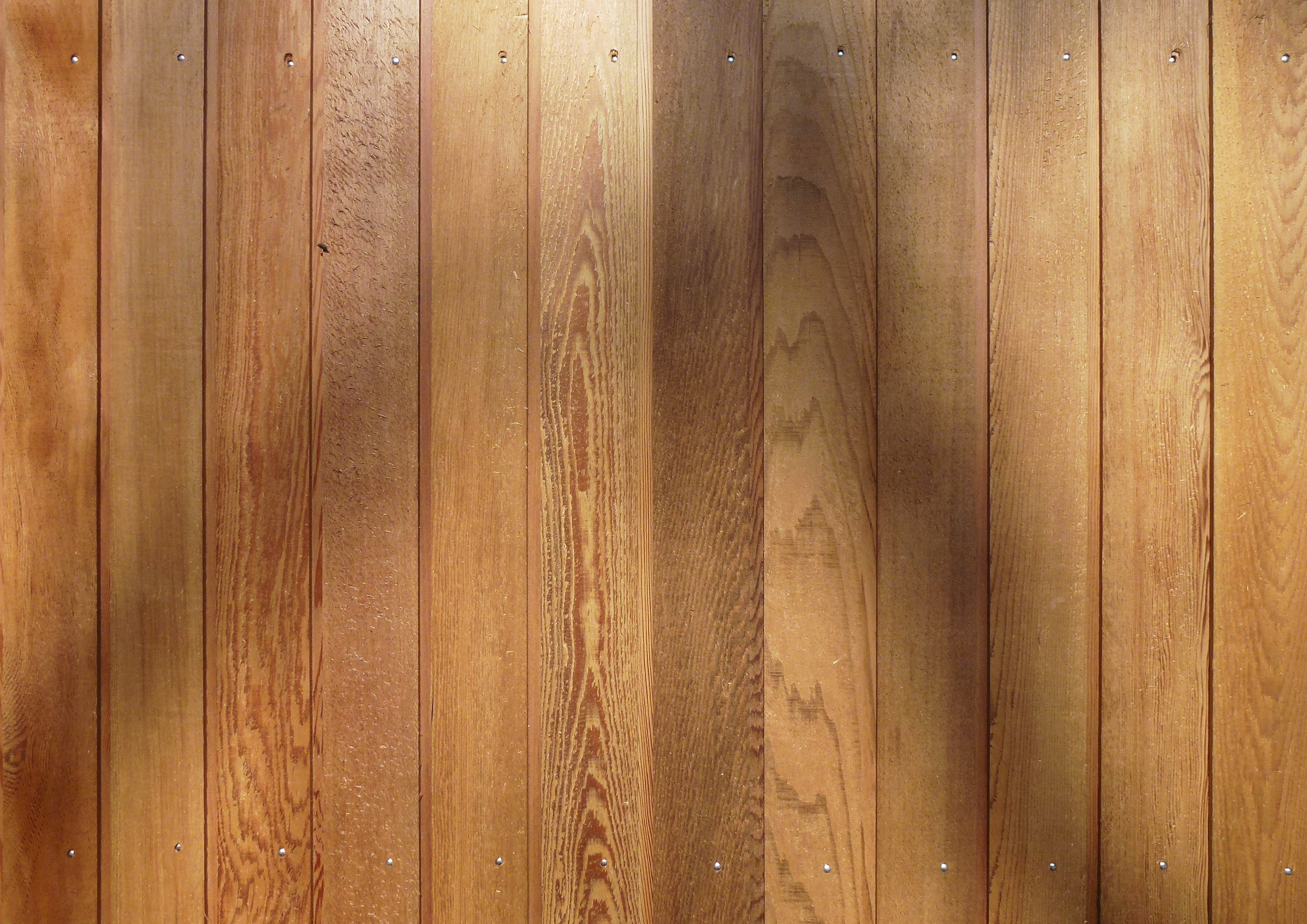
Fasadpanel i cederträ, detalj.

På ett tidigare grönområde i hörnet Sköntorpsvägen / Skagersvägen / Vindomsvägen i Årsta uppfördes mellan 2012 och 2013 ett lamellhus med 33 lägenheter. Byggherre och totalentreprenör var Åke Sundvall Projekt och Åke Sundvall Byggnads, som anlitade OWC Arkitekter att rita byggnaden. Skagershuset uppfördes i ett kulturhistoriskt intressant område med smalhus från 1940- och 1950-talen, ritade av bland andra arkitektfirman Wejke & Ödéen. OWC Arkitekter valde att exteriört anknyta till den omgivande bebyggelsen. Fasaderna fick dock ingen yta av puts eller murtegel (annars vanligt på klassiska smalhus i Årsta) utan en beklädnad av brandimpregnerat cederträ från Moelven Wood AB som består av tre olika typer av panelprofiler med bredder mellan 93 och 193 millimeter. 
Byggnadshöjden är fyra våningar samt en indragen takvåning. Fasaden mor norr och gatan är sluten medan sydsidan öppnades upp med balkonger och terrasser. Husets stomme och fasad är utförda av trä. Hela komplexet tillverkades på fabrik av Moelven Byggmodul i form av 112 prefabricerade volymelement, som transporterades till platsen. På så vis kunde huset förtillverkas ”under tak” i klimatskyddat miljö och produktionstiden kunde begränsas till ett år.

## Citat
Karolina Keyzer, stadsarkitekt i Stockholm och jurymedlem i Årets Stockholmsbyggnad menade om Skagershuset: ”Med levande fasader av cederträ, systembygge och vacker skala visar bostadshuset hur en vacker stadsdel kan bli ännu bättre med nya samspel mellan det som är nytt och det som funnits där länge.”

## Bilder

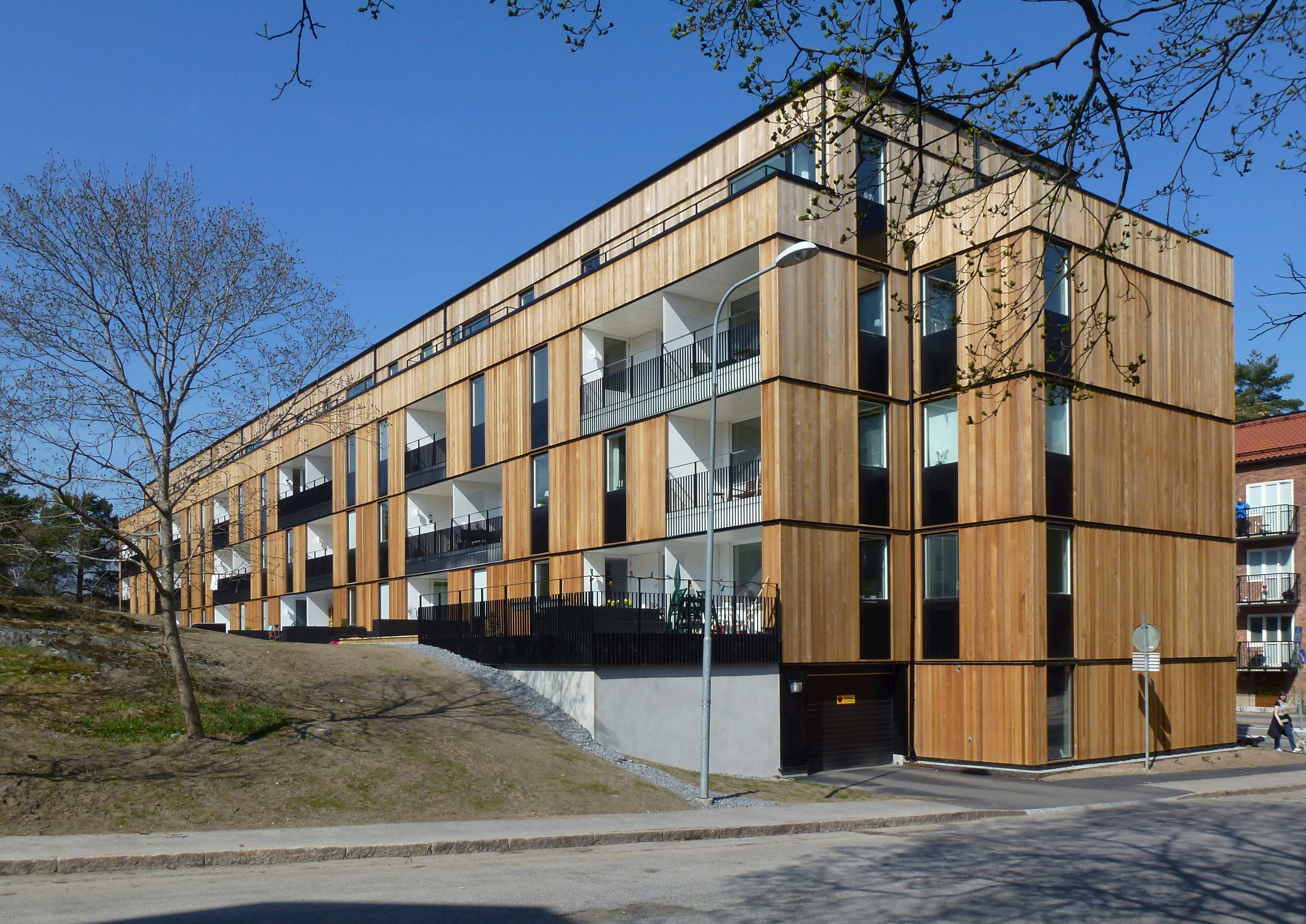
Fasad mot syd.
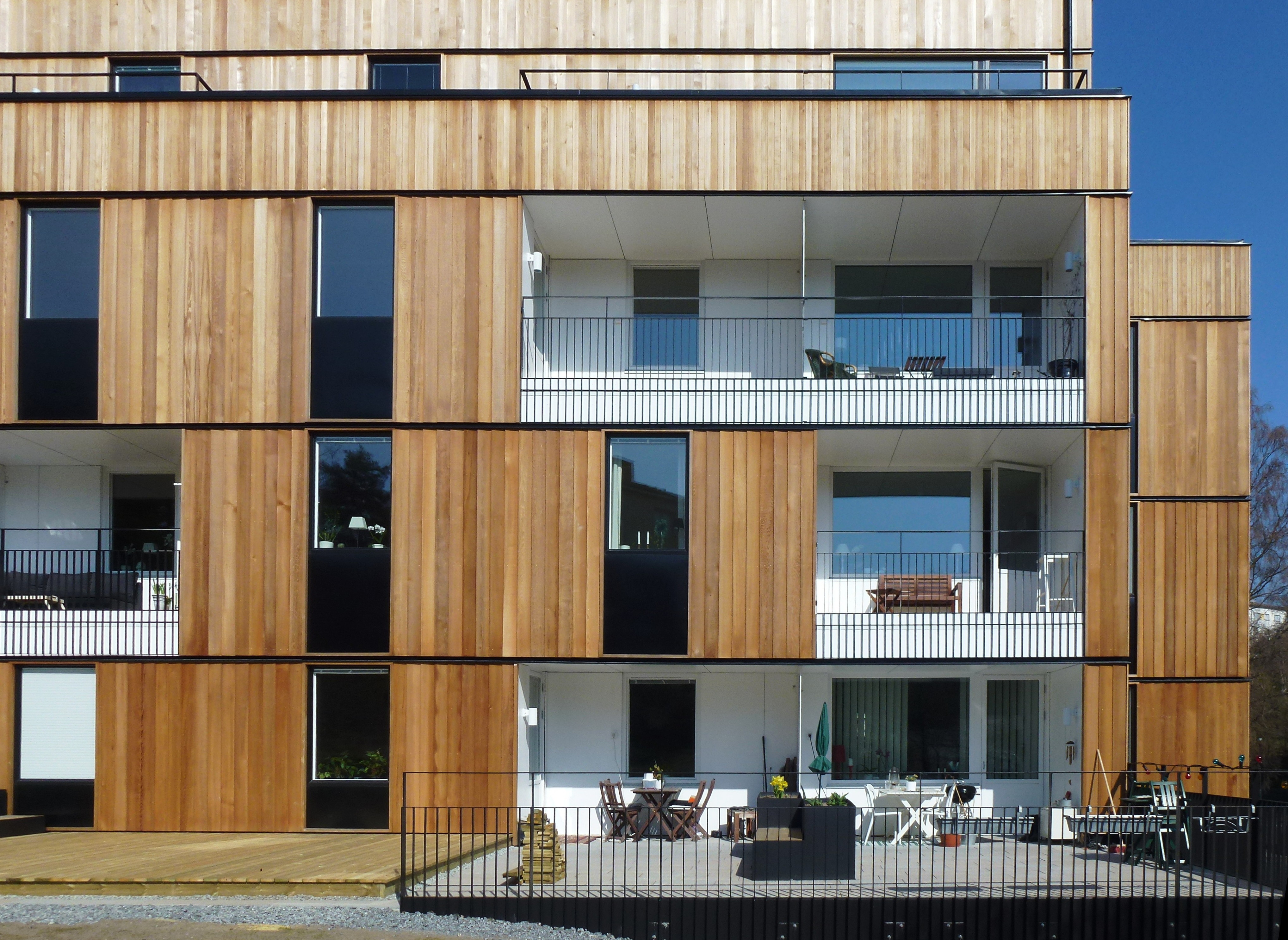
Fasad mot syd, detalj.
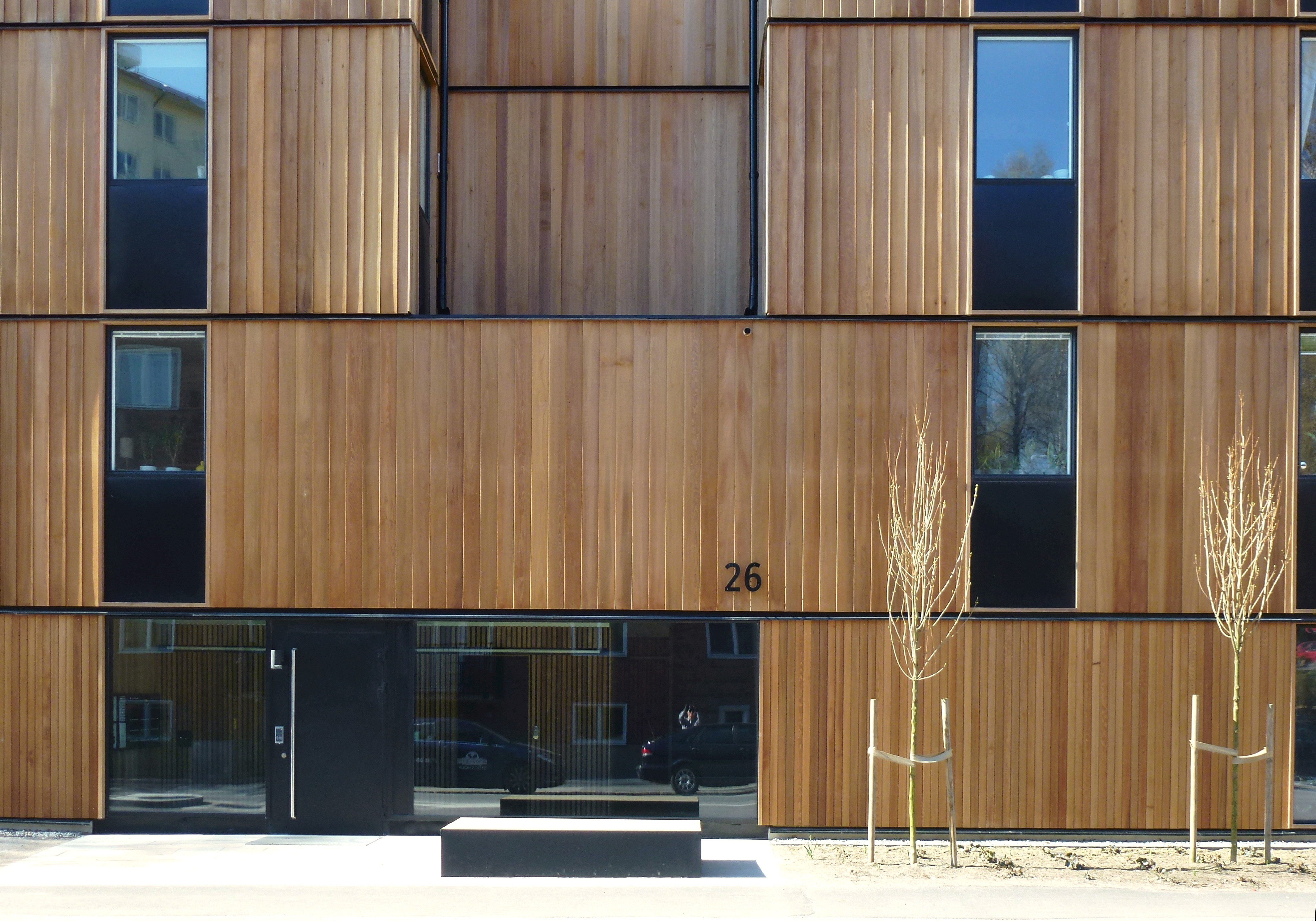
Fasad mot norr, detalj.
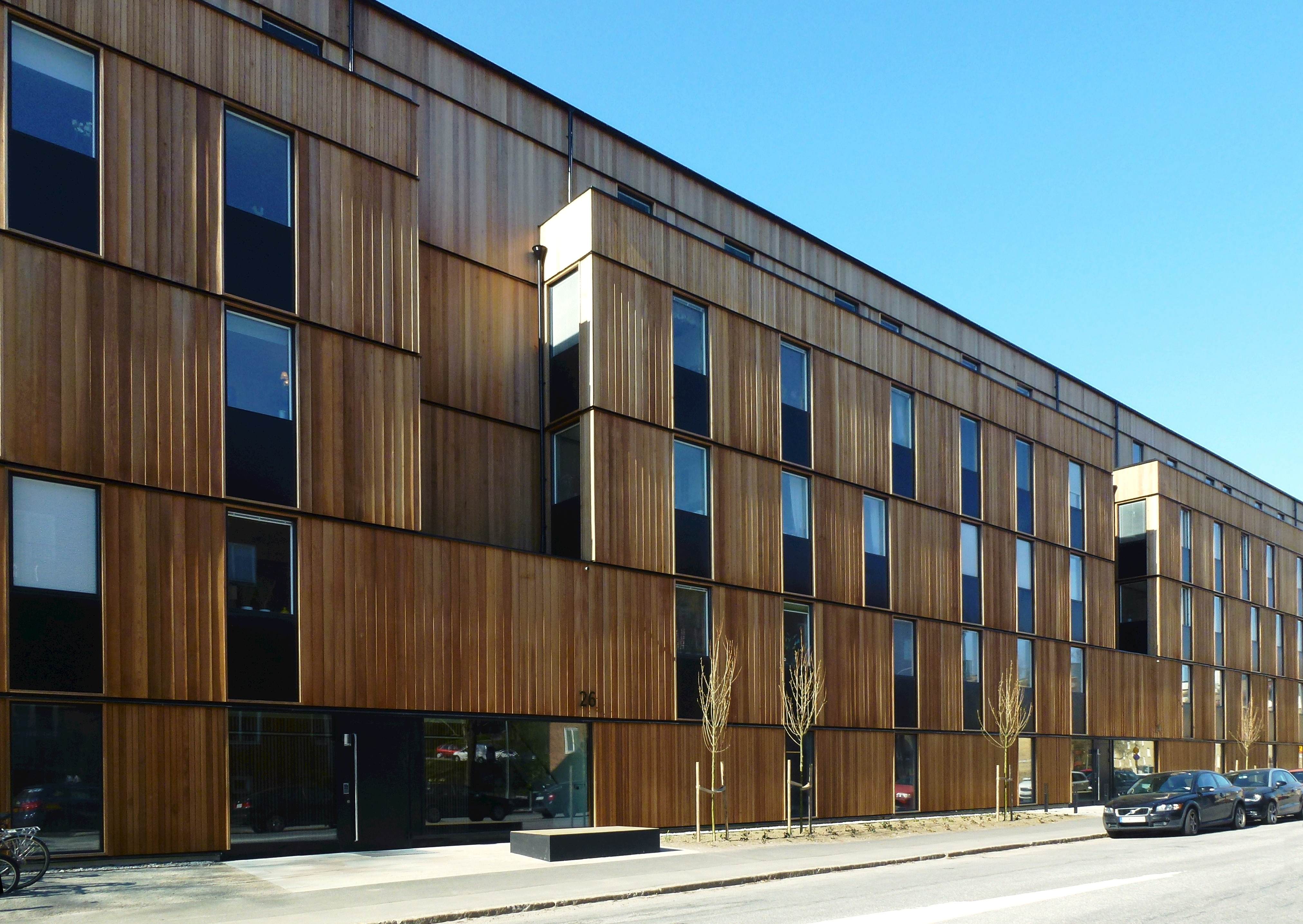
Fasad mot norr.